# Something Else by The Kinks
Something Else by The Kinks ist das fünfte offizielle Studioalbum der britischen Rockgruppe The Kinks. Es wurde aufgenommen in der Zeit von November 1966 bis Juli 1967 und am 15. September 1967 in England veröffentlicht.
Es zählt mit zu den besten Alben der Band, auch wenn es nicht über die gleiche thematische Geschlossenheit wie das vorangegangene Album Face to Face verfügt. Jedoch erwies sich die Veröffentlichung wiederum als ein kommerzieller Flop für die Band (Platz 35 in den britischen Albumcharts). Als Problem galt – neben den wenig zeitgemäßen Songthemen –, dass in den vergangenen Monaten mehrere sehr erfolgreiche Best-of-Alben mit den Kinks-Hits der Jahre 1964 bis 1966 veröffentlicht worden waren. Außerdem erschienen auf Betreiben der Single-orientierten Plattenfirma Pye Records zwei Lieder der LP vorab (Waterloo Sunset und Death of a Clown), was die Kauflust von manchem Fan getrübt haben mag. Ungeachtet dessen führt das amerikanische Rolling Stone Magazin das Album auf Platz 288 seiner Liste der 500 größten Alben aller Zeiten sowie die Single-Auskopplung Waterloo Sunset auf Platz 42 der 500 besten Songs aller Zeiten.
Mit seinen Texten befasste sich Ray Davies, der schon mit den Plänen zur nächsten LP, The Kinks Are the Village Green Preservation Society, beschäftigt war, zum wiederholten Male mit explizit britischen Themen und hier besonders mit dem englischen Alltagsleben. Das Cembalo-dominierte Two Sisters, das übermütig-unbekümmerte Harry Rag und der träge Swing von End of the Season zeigen Ray Davies als gereiften Komponisten. Die am 5. Mai 1967 erschienene Hitsingle Waterloo Sunset gilt vielen als Höhepunkt im Songschaffen von Ray Davies. Sie kam auf Platz 2 in England, die Beatles-Komposition All You Need Is Love konnte nicht vom ersten Platz verdrängt werden. Dies war – bis auf den Nr.-3-Erfolg Autumn Almanac im Oktober 1967 – der letzte große Hit von Ray Davies in den 60er Jahren, erst 1970 sollte mit Lola wieder Ähnliches gelingen.
Für ein Kinks-Album ungewöhnlich sind die drei darauf enthaltenen Kompositionen von Dave Davies, darunter die Hitsingle Death of a Clown. Basierend auf dem unerwarteten Erfolg dieser Veröffentlichung, liebäugelte der jüngere Davies-Bruder mit einer Solokarriere. Da den nachfolgenden Veröffentlichungen jedoch nicht die gleiche Aufmerksamkeit zuteilwurde, stellte Dave Davies seine Ambitionen vorerst im Dienste der Gruppe zurück.
Der Album-Titel ist angeblich ein Hinweis von Ray an das Kinks-Management, er wolle „einiges mehr“ als nur Hit-Singles schreiben.
Die meisten der Keyboard-Aufnahmen stammen von Nicky Hopkins, bei den  Background-Vocals ist häufig Rays damalige Frau Rasa zu hören. Als Produzent war zum letzten Mal Shel Talmy verantwortlich, erstmals trat nun auch Ray Davies als Produzent in Erscheinung.

## Titelliste
Seite 1
1. David Watts – 2:32
2. Death of a Clown – 3:04 (Ray Davies/Dave Davies)
3. Two Sisters – 2:01
4. No Return – 2:03
5. Harry Rag – 2:16
6. Tin Soldier Man – 2:49
7. Situation Vacant – 3:16

Seite 2
1. Love Me Till the Sun Shines – 3:16 (Dave Davies)
2. Lazy Old Sun – 2:48
3. Afternoon Tea – 3:27
4. Funny Face – 2:17 (Dave Davies)
5. End of the Season – 2:57
6. Waterloo Sunset – 3:15